# Intel 80486DX

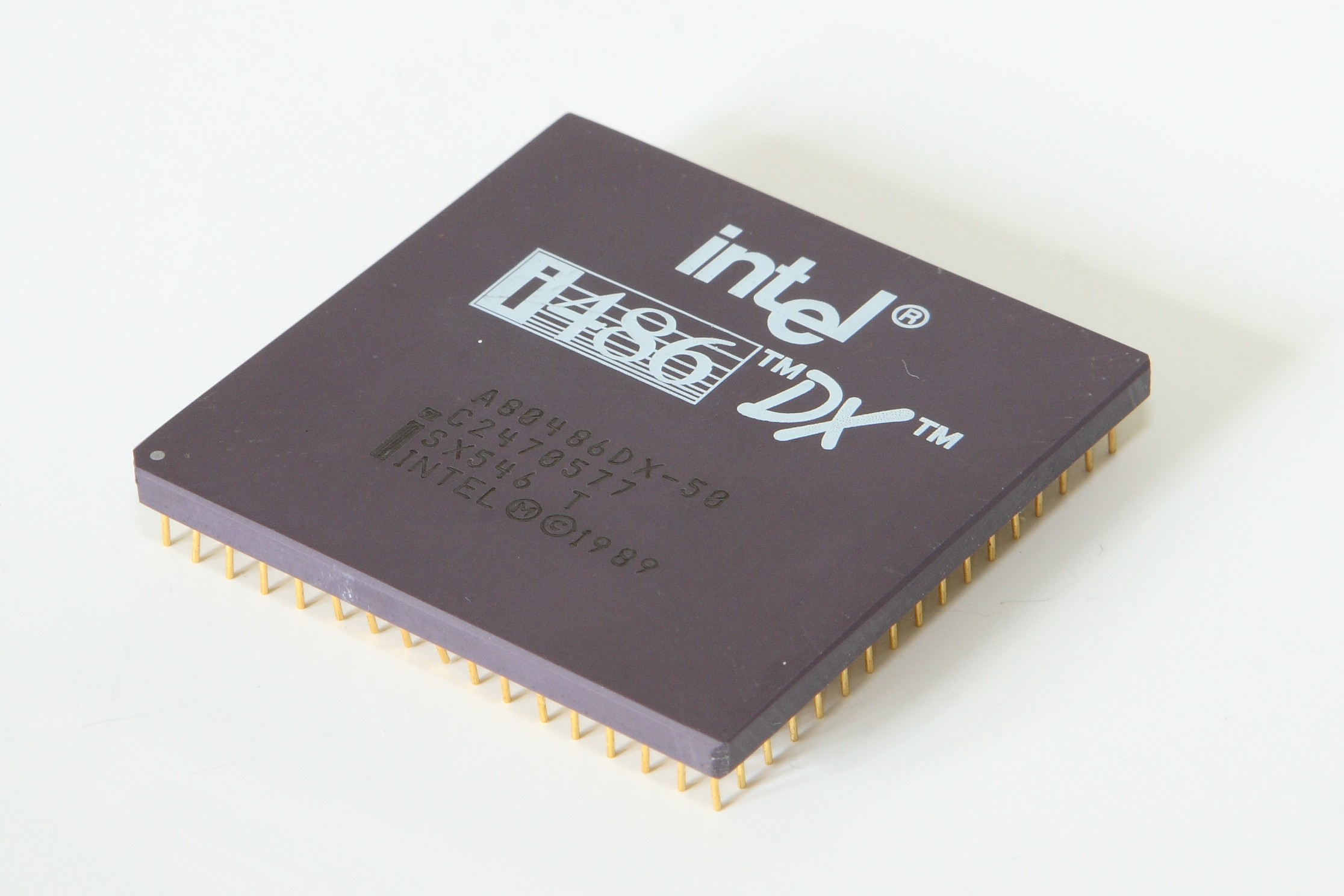
Intel i486 DX 50MHz

L'Intel 80486DX est un microprocesseur CISC 32 bits fabriqué par Intel, appartenant à la famille des microprocesseurs x86. C'est le successeur de l'Intel 80386.
Le 80486DX apporte les améliorations suivantes par rapport au 80386 :
- Présence d'un cache d'instructions et de données de 8192 octets (8Ko) SRAM inclus dans le cœur du processeur, conçu pour améliorer les temps d'accès à la mémoire en stockant dans une mémoire très rapide les instructions et données susceptibles d'être utilisées prochainement. Les 80386 avaient un cache situé hors de la puce, mais cela était beaucoup plus lent.
- Présence d'un pipeline : ceci permet au processeur d'avancer le traitement de plusieurs instructions à la fois.
- Intégration de l'unité de calcul en virgule flottante (FPU), auparavant disponible uniquement sous la forme d'un coprocesseur de la famille x87.
- Performances de l'unité de gestion mémoire (MMU) accrues.

Les 80486 ont un bus de données sur 32 bits. Ce qui demande 4 barrettes SIMM à 30 broches (8 bits) ou une barrette SIMM à 72 broches (32 bits)
Les 80486 ont un bus d'adresses sur 32 bits limité à 4 Go de mémoire.
Les premiers ordinateurs à base de 80486 ont souvent utilisé des bus VLB pour les cartes vidéo et les interfaces pour disque durs. La vitesse du bus était à la même fréquence que la carte mère.